# Jon-Persbäcken
Jon-Persbäcken är en naturreservat vid Öreälven, ungefär 20 kilometer norr om Nordmaling. Det består av ett mindre naturskogsområde som omger den lilla Jon-Persbäcken, ett tillflöde till Öreälven. Bäcken rinner djupt nedskuren genom områdets centrala del. Skogen domineras av hänglavsrik granskog.